# Юріївка (Маріупольський район)
Юріївка (до 2025 року — Юр'ївка) — село в Україні, в Мангушській селищній територіальній громаді Маріупольського району Донецької області.  

## Загальні відомості
Населення 296 мешканців (на 2001 рік).
Село розташоване за 147 км від обласного центру, на узбережжі Азовського моря на висоті 18 метрів над рівнем моря за 45 км на схід від міста Маріуполь. Зі сходу села розташована пам'ятка природи «Соснові культури», на заході мис Зміїний.

## Історія
У роки Німецько-радянської війни в районі села 8 вересня 1943 року висадився десантний загін 384-го окремого батальйону морської піхоти Азовської військової флотилії під командуванням лейтенанта Костянтина Ольшанського. Ударом по німецьким тилам моряки сприяли частинам Червоної армії з відвоювання Маріуполя. На місці висадки встановлено пам'ятний камінь.

## Сучасність
У селі працюють відділення зв'язку, фельдшерський пункт, кінотеатр, чимало магазинів і кафе. На території села розташовані табори для дітей, багато баз відпочинку. 
До початку російсько-української війни у приміщенні Юрʼївського клубу діяв єдиний у Європі музей азовської мушлі. Там була зібрана найбільша колекція азовських мушель (29 із 56 зареєстрованих в акваторії Азовського моря) і масштабні панно з мушель, які відзначили в Книзі рекордів України:
- картина "Моя Юр’ївка" (1,25 на 2,5 м) містить 15 800 мушель,
- пасхальна інсталяція (яйце на металічному каркасі) з 3 500 мушель,
- герб України (1,25 на 2,5 м) з 18 500 мушель[3].

Там же розміщувалися картини з мушель, які створила майстриня Любов Лефтерова. На більшості з них зображені відомі українці: Леся Українка, Тарас Шевченко, Андрій Кузьменко (Кузьма Скрябін).

### Російсько-українська війна
З 2022 року село перебуває під російською окупацією. 
14 серпня 2023 року Сили оборони України завдали удару по командному пункту російських окупантів у Юр'ївці.

## Населення
За даними перепису 2001 року населення села становило 296 осіб, із них 33,11 % зазначили рідною мову українську, 66,55 % — російську та 0,34 % — грецьку мову.

## Клімат
Клімат помірно континентальний, пом'якшений впливом Азовського моря. Купальний сезон починається у середині травня. Вода в морі прогрівається дуже швидко і вже в середині травня сягає +20—22°C, а в липні-серпні +26—28°C.

## Галерея

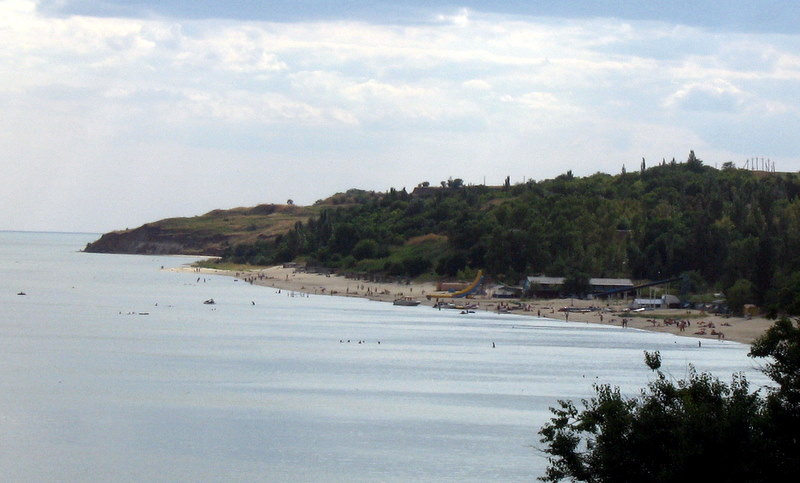
сільський пляж з видом на мис Зміїний
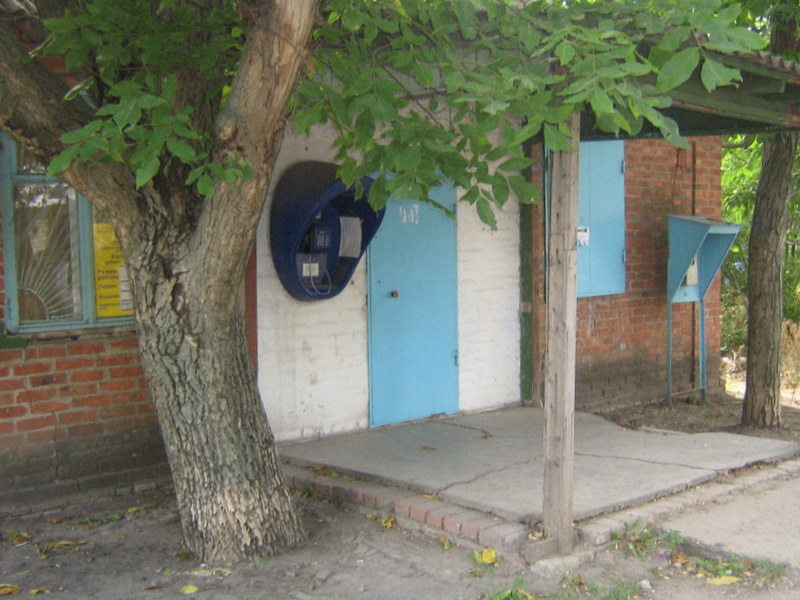
відділення зв'язку
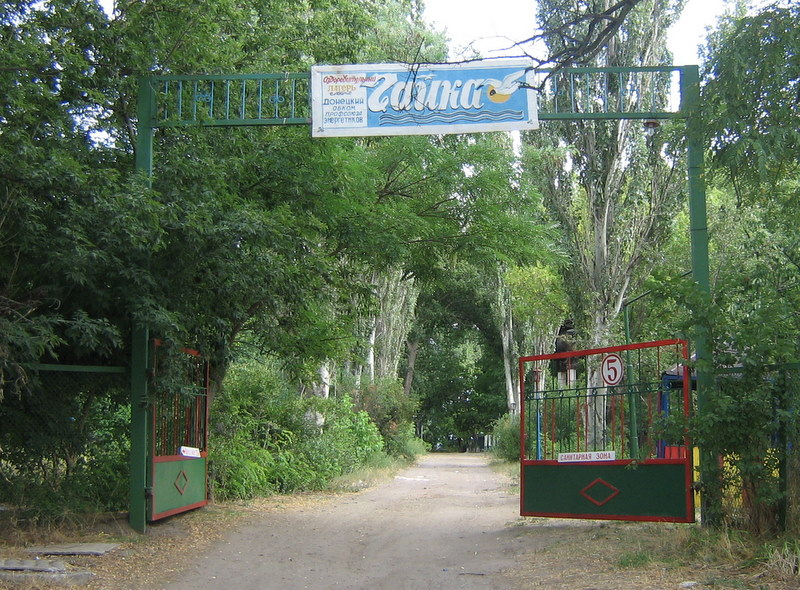
оздоровчий табір «Чайка»
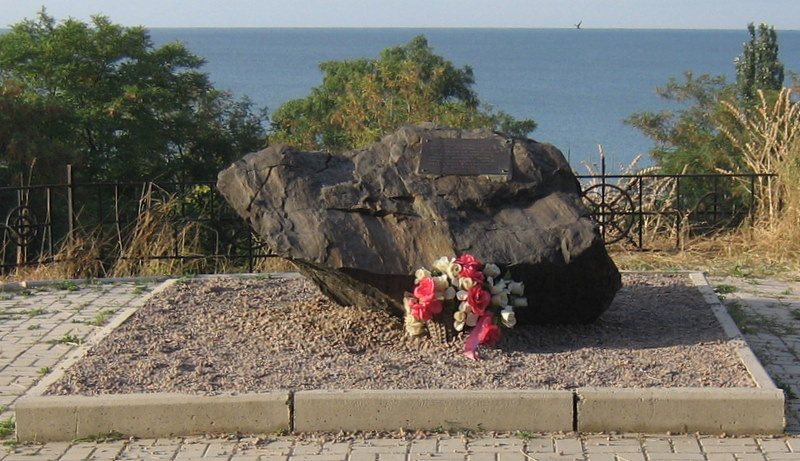
пам'ятний камінь на місці висадки десанту